# Марьевка (Цильнинский район)
Марьевка — деревня в составе Цильнинского городского поселения Цильнинского района Ульяновской области.

## География
Находится в восточной части района на расстоянии менее 1 километра на север от посёлка Цильна.
Через деревню проходит автодорога Р241 Ульяновск — Казань.

## История
Основана в 1837 году Бестужевым А. В. В 1913 в деревне было 47 дворов и 521 житель, преимущественно русских, деревянная церковь и школа.

## Население
Население составляло 86 человек в 2002 году (русские 62 %, чуваши 33 %), 115 по переписи 2010 года.